# درختچه مالی

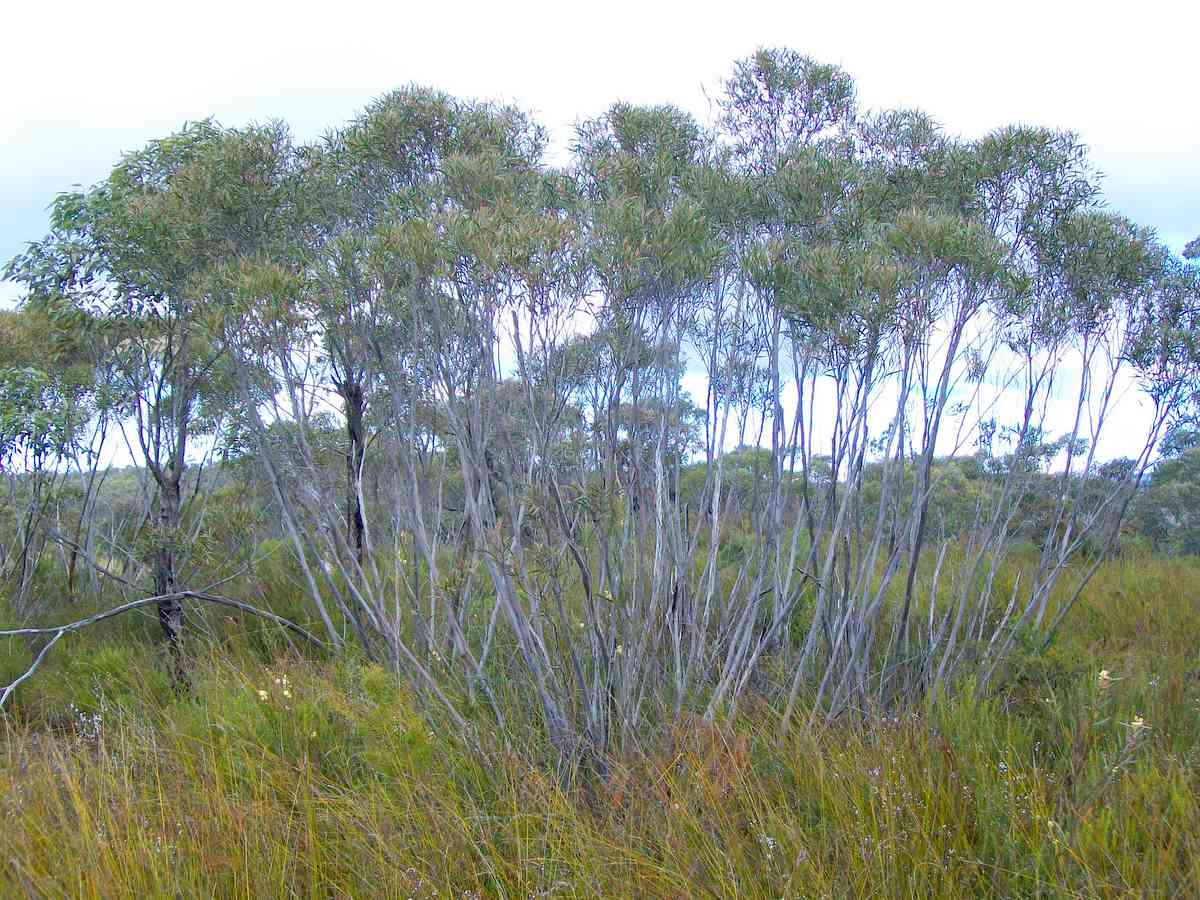
شکل نمادین مالی، Eucalyptus stricta

مالی (به انگلیسی: Mallee) درختان یا درختچه‌هایی هستند، عمدتاً گونه‌های خاصی از اکالیپتوس‌ها، که با ساقه‌های متعددی که از یک غده چوبی زیرزمینی سرچشمه می‌گیرند، معمولاً تا ارتفاع بیش از ۱۰ متر (۳۳ فوت) رشد می‌کنند. این اصطلاح به‌طور گسترده برای درختانی با این عادت رشد در سراسر استرالیای جنوبی، در ایالت‌های استرالیای غربی، استرالیای جنوبی، نیو ساوت ولز و ویکتوریا استفاده می‌شود، و باعث استفاده‌های دیگر از این اصطلاح، از جمله اکوسیستم‌هایی که چنین درختانی در آن غالب هستند، مناطق جغرافیایی خاص در برخی از ایالت‌ها و به عنوان بخشی از نام گونه‌های مختلف شده است.

## گونه‌ها
گونه‌های گسترده مالی عبارتند از:
- E. dumosa (مالی سفید)
- E. socialis (مالی قرمز)
- E. gracilis (yorrell)
- E. oleosa (مالی قرمز)
- E. incrassata (مالی میوه‌تیغی)
- E. diversifolia (مالی صابونی)

چهار گونه استرالیای غربی زیر را می‌توان در درختکاری Waite در آدلاید یافت و برای باغ‌ها مناسب است:
- Eucalyptus pleurocarpa یا قد بلند
- Eucalyptus pyriformis یا رز دوورین
- Eucalyptus preissiana یا مالی میوه‌زنگوله‌ای
- Eucalyptus grossa یا مالی برگ‌زبر